# Bettina Streussel
Bettina Streussel es una deportista de la RDA que compitió en piragüismo en la modalidad de aguas tranquilas. Ganó dos medallas de oro en el Campeonato Mundial de Piragüismo de 1982.

## Palmarés internacional
| Campeonato Mundial | Campeonato Mundial    | Campeonato Mundial | Campeonato Mundial |
| Año                | Lugar                 | Medalla            | Evento             |
| ------------------ | --------------------- | ------------------ | ------------------ |
| 1982               | Belgrado (Yugoslavia) | Medalla de oro     | K2 500 m           |
| 1982               | Belgrado (Yugoslavia) | Medalla de oro     | K4 500 m           |